# Clastobryum cuculligerum
Clastobryum cuculligerum är en bladmossart som beskrevs av Pierre Tixier 1969. Clastobryum cuculligerum ingår i släktet Clastobryum och familjen Sematophyllaceae. Inga underarter finns listade i Catalogue of Life.